# Maxillaria silvana
Maxillaria silvana är en orkidéart som beskrevs av Marcos Antonio Campacci. Maxillaria silvana ingår i släktet Maxillaria och familjen orkidéer. Inga underarter finns listade i Catalogue of Life.